# لطيفة بنت فهد بن عبد العزيز آل سعود

الأميرة لطيفة بنت فهد بن عبد العزيز آل سعود ابنة الملك فهد بن عبد العزيز آل سعود والعنود بنت عبد العزيز بن مساعد بن جلوي آل سعود. وهي أخت شقيقة لكل من: فيصل بن فهد، محمد بن فهد، سعود بن فهد، سلطان بن فهد، و خالد بن فهد.
تشغل منصب رئيسة اللجنة النسوية بمؤسسة العنود الخيرية، عضو مجلس الأمناء. ولها العديد من المواقف والمساهمات الخيرية.

## حياتها الشخصية
كانت متزوجة من تركي بن عبد الله بن محمد آل سعود وأنجبت فيصل، ومتزوجة من خالد بن سعود بن محمد آل سعود وأنجبت سعود.

## وفاتها
توفيت الأميرة لطيفة بنت فهد بن عبد العزيز آل سعود في يوم الجمعة 24 صفر 1435 هـ الموافق 27 ديسمبر 2013 وفقًا لما أعلنه الديوان الملكي السعودي.